# Międzyzdroje (przystanek kolejowy)
Międzyzdroje – przystanek osobowy w Międzyzdrojach, w województwie zachodniopomorskim, w Polsce, na linii kolejowej Szczecin Dąbie-Świnoujście. Według klasyfikacji PKP ma kategorię dworca turystycznego. Na przystanku zatrzymują się wszystkie pociągi pasażerskie.

## Krótki opis
Do lat 70. XX w. była to stacja kolejowa z torami bocznymi, rampą spedycyjną, lokomotywownią i wieżą ciśnień. Podczas modernizacji szlaku, tory boczne rozebrano. Wieża ciśnień nie używana, stoi na terenie ośrodka wypoczynkowego PKP, ul. Za Torem.
W pobliżu, ulicą Kolejową i pod wiaduktem, prowadzi znakowany niebieski turystyczny Szlak Nad Bałtykiem i Zalewem Szczecińskim (Świnoujście→ Latarnia Morska Świnoujście→ Międzyzdroje→ Lubin→ Wolin→ Kamień Pomorski→ Dziwnówek).

## Ruch pasażerski
| Rok  | Wymiana pasażerska na dobę |
| ---- | -------------------------- |
| 2017 | 700-999                    |
| 2022 | 1 800                      |